# Chaetosiphella tshernavini
Chaetosiphella tshernavini är en insektsart som först beskrevs av Alexandre Mordvilko 1921.  Chaetosiphella tshernavini ingår i släktet Chaetosiphella och familjen långrörsbladlöss. Inga underarter finns listade i Catalogue of Life.